# Pszczyna (gmina)
Pszczyna – gmina miejsko-wiejska w województwie śląskim, w powiecie pszczyńskim. W latach 1977–1998 gmina położona była w województwie katowickim.
Siedziba gminy to Pszczyna.
Sołectwa:
- Brzeźce
- Czarków
- Ćwiklice
- Jankowice
- Łąka
- Poręba
- Piasek
- Rudołtowice
- Studzienice
- Studzionka
- Wisła Mała
- Wisła Wielka

Zmiany terytorialne:
- W latach 1975–1977 Studzionka, Wisła Mała i Wisła Wielka były dzielnicami Pszczyny.
- W latach 1975–1991 Goczałkowice-Zdrój były dzielnicą Pszczyny.
- W latach 1975–1997 Brzeźce, Ćwiklice, Łąka, Poręba i Rudołtowice były dzielnicami Pszczyny.

Na terenie gminy działa prywatne, śmigłowcowe lądowisko Pszczyna.
Według danych z 31 grudnia 2021 roku gminę zamieszkiwało 50 616 osób.

## Historia
Gmina zbiorowa Pszczyna-Wieś powstała w grudniu 1945 w powiecie pszczyńskim w woj. śląskim (śląsko-dąbrowskim). Według stanu z 1 stycznia 1946 gmina składała się z 7 gromad: Czarków, Ćwiklice, Jankowice, Łąka, Piasek, Poręba i Studzienice. 6 lipca 1950 zmieniono nazwę woj. śląskiego na katowickie, a 9 marca 1953 kolejno na woj. stalinogrodzkie.
Według stanu z 1 lipca 1952 gmina składała się z 7 gromad: Czarków, Ćwiklice, Jankowice, Łąka, Piasek, Poręba i Studzienice. 1 stycznia 1954 do gminy Pszczyna przyłączono części gromad Ligota i Zabrzeg z gminy Zabrzeg w powiecie bielskim w tymże województwie. Gmina została zniesiona 29 września 1954 wraz z reformą wprowadzającą gromady w miejsce gmin.
W związku z reaktywowaniem gmin z dniem 1 stycznia 1973 gminy Pszczyna nie odtworzono, a jej 7 dawnych gromad (z lat 1945–1954) weszły – jako sołectwa – w skład ościennych gmin:
- Czarków i Piasek – do gminy Kobiór
- Ćwiklice – do gminy Goczałkowice Zdrój
- Jankowice i Studzienice – do gminy Bojszowy
- Łąka i Poręba – do gminy Wisła Wielka

27 maja 1975 zwiększono powierzchnię miasta Pszczyny – tworząc tzw. Wielką Pszczynę – przez przyłączenie obszarów sąsiednich gmin:
- gminę Goczałkowice-Zdrój (Ćwiklice, Goczałkowice-Zdrój i Rudołtowice); oraz
- gminę Wisła Wielka (Łąka, Poręba, Brzeźce, Studzionka, Wisła Mała i Wisła Wielka).

1 lutego 1977 reaktywowano gminę wiejską Pszczyna, w skład której weszły sołectwa:
- Jankowice i Studzienice – ze znoszonej gminy Bojszowy;
- Czarków i Piasek (ze znoszonej gminy Kobiór); oraz
- Studzionka, Wisła Mała i Wisła Wielka – wyłączone z miasta Pszczyny.

1 lutego 1992 połączono miasto i gminę Pszczyna w jedną gminę (tzw. miejsko-wiejską); jednocześnie z miasta Pszczyny wyłączono Goczałkowice-Zdrój, które ponownie utworzyły odrębną gminę Goczałkowice-Zdrój, choć składającą się już z samych Goczałkowic-Zdroju (Ćwiklice oraz Rudołtowice pozostały nadal w granicach miasta Pszczyny).
1 stycznia 1998 odłączono od miasta Pszczyny pozostałe pięć z przyłączonych do niego w 1975 sołectw – Brzeźce, Ćwiklice, Łąkę, Porębę i Rudołtowice, włączając je jako sołectwa do gminy Pszczyna.

## Struktura powierzchni
Według danych z roku 2002 gmina Pszczyna ma obszar 174,01 km², w tym:
- użytki rolne: 56%
- użytki leśne: 29%

Gmina stanowi 36,75% powierzchni powiatu.

## Demografia

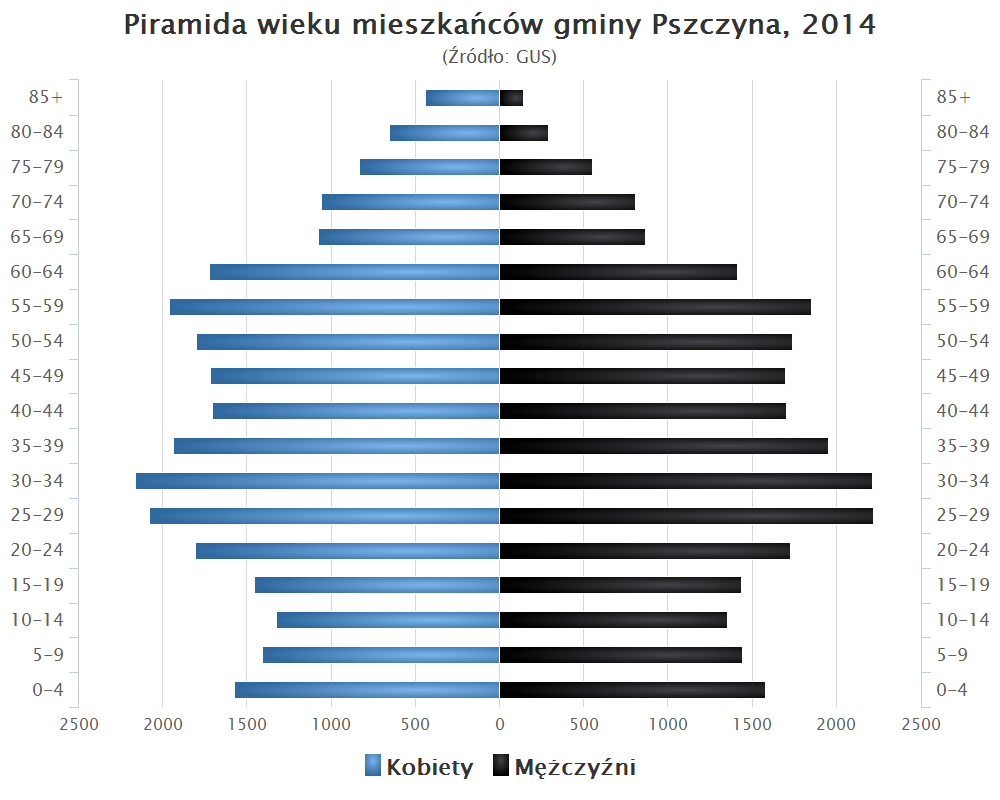
Piramida wieku mieszkańców gminy Pszczyna w 2014 roku

Dane z 31 grudnia 2005:
| Opis                              | Ogółem | Ogółem | Kobiety | Kobiety | Mężczyźni | Mężczyźni |
| --------------------------------- | ------ | ------ | ------- | ------- | --------- | --------- |
| Jednostka                         | osób   | %      | osób    | %       | osób      | %         |
| Populacja                         | 49 831 | 100    | 25 710  | 51,6    | 24 121    | 48,4      |
| Gęstość zaludnienia [mieszk./km²] | 286,4  | 286,4  | 147,8   | 147,8   | 138,6     | 138,6     |

## Sąsiednie gminy
Bestwina, Bojszowy, Czechowice-Dziedzice, Goczałkowice-Zdrój, Kobiór, Miedźna, Pawłowice, Strumień, Suszec